# ME10
ME10, heute Creo Elements/Direct Drafting ist ein CAD-Programm ausschließlich für zweidimensionale Zeichnungen, das vor allem im Maschinenbau und in der Elektromechanik verbreitet ist.
Das Programm wurde von Hewlett-Packard in Deutschland entwickelt. 1986 veröffentlichte HP die erste Version. Innerhalb von Hewlett-Packard entwickelte die Abteilung MDD (Mechanical Design Division) ME10 weiter. Diese Abteilung wurde 1996 ausgegliedert und als CoCreate Software GmbH als Tochtergesellschaft von Hewlett-Packard gegründet. Im Jahr 2000 wurde dann mithilfe von Investmentgesellschaften ein Management-Buy-out (MBO) initiiert. Damit ist CoCreate eine eigenständige Gesellschaft und mit weltweit 450 Mitarbeitern in 30 Ländern vertreten. 
Das Programm beinhaltet eine eigene Makrosprache. Zudem gibt es verschiedene Zusatzmodule, wie das Modul ‚Parametric‘ für die Variantenkonstruktion. ME10 wurde als offenes System konzipiert, d. h., es wurde Fremdfirmen überlassen die notwendigen, anwendungsspezifischen Lösungen anzubieten. Diese Lösungen gibt es z. B. als Normteilebibliotheken für den Maschinenbau. Eine Besonderheit von ME10 ist das Arbeiten mit einer Teilestruktur (Baumstruktur), die das Konstruieren im Maschinenbau besser abbildet als das Arbeiten mit Layern. Eine andere Besonderheit ist das Arbeiten mit Hilfsgeometrie. Auch das kommt dem Maschinenbau-Konstrukteur entgegen. Diese Technik wurde mittlerweile auch von anderen CAD-Programmen (AutoCAD) übernommen.
ME10 wurde ursprünglich für das Betriebssystem HP-UX entwickelt. Mit dem Erfolg von Microsoft Windows wurde auch eine Version für dieses Betriebssystem angeboten. Zwischenzeitlich wurden auch einige Versionen unter Linux entwickelt. Mittlerweile ist MS-Windows die Standard-Plattform für ME10.
Im Jahre 2002 wurde unter dem neuen CEO William M. Gascoigne ME10 umbenannt und hieß danach OneSpace Designer Drafting, inzwischen abgekürzt zu OneSpace Drafting (in Abgrenzung zum 3D-Produkt OneSpace Modeling). ME10 ist nach wie vor eines der am meisten genutzten 2D CAD-Programme im Maschinenbau im deutschsprachigen Raum.